# ブラディ・ブーン
ディーン・R・ピータース (1958年8月22日 – 1998年12月15日) はアメリカ合衆国のプロレスラー、レフェリーである。彼はWWFでばブラディ・ブーンやバトル・キャットの名前でファイトした。

## プロレスキャリア

### 早期 (1984年-1987年)
ピータースは1984年に彼のキャリアをスタートした。ドン・オーエン派のNWAパシフィックノースウエストレスリングで働いた。彼はブラディ・ブーンを名乗った。いとこのビリー・ジャック・ヘインズに身元を引き受けてもらった。 ヘインズとチームを組んだ後、ブーンはタッグ王座に1986年に2回ついた。最初は、ココ・サモアで5月29日、リッキー・サンタナとのタッグで10月4日。彼もまたミッドアトランティックのセントラルステーツと全日本プロレスリングで1987年にファイトした。

### WWF (1987年–1988年)
PNWでの間、ピータース（ブラディ・ブーン）は1987年から1988年の前期までWWFでファイトした。ブーンは1987年の2月2日からWWFでフルに働いた。基本的にオープニングマッチのアッパーレベルのレスラーとして使われた。 彼の役割はテレビマッチのジョバーにもかかわらず、ブーンはハウスショーのサーキットの多くの試合でバリー・ホロビッツやザ・グラジエーター（リッキー・ハンター）、カルロス・ホセ・エストラーダを破った。そして、ついにすべてのシングル戦でその年に19勝をなしとげた 。1987年12月8日から1988年の5月10日のスーパースターエピソードの間、テレビでのブーンのほとんどの対戦は無駄だった。しかし、ホンキィ・トンクマンとのインターコンチネンタル王座にチャレンジし続けた。 1987年10月31日、デモリッションに反抗して、スコット・ケーシーとタッグを組んだ時ブーンはメジャーアングルに入った。デモリッションと対戦し続けるブーンは、はじめはビリー・ジャック・ヘインズとケン・パテラ(ヘインズたちとボビー・ヒーナンを交えた新しい抗争)のリードで救われたがしかし打ち負かされた。 ブーンは 担架で運ばれるアングルでデモリッションとのヘインズやケン・パテラ、その他の同盟と組んでの抗争は終わった。次の年、ブーンは特別な24試合に勝ち スティーブ・ロンバルディに1988年9月12日インディアナ州サウスベンドで勝利することで仕事を終わらせた。

### 全日本プロレスとフロリダ (1988年–1990年)
1988年1月10日、ブーンは全日本プロレスに戻ると高野俊二に負けた。WWFを離れた後、ブーンはフロリダに戻り、1988年から1989年の間数試合をした。彼は1990年の1月29日に、TWWF（Trans World Wrestling Federation）でメリーランドのメリーランド大学カレッジパーク校でアイアン・マイク・シャープを破った 。

### WWF での バトル・キャット (1990年)
ブラディ・ブーンは1990年の5月4日にWWFに舞い戻った。ポール・ダイヤモンドがやめたハウスショーでのことだ。彼は多くのハウスショーとテレビマッチで5月から8月の間試合をした。1990年の9月13日のハウスショーでピータースはバトル・キャットとしてのデビューを果たす。猫のマスクをかぶり体操の経験を生かした猫的な身軽なキャラクターだった。彼はブルックリン・ブローラーをピンフォールした 。6日後、バトル・キャットは彼のテレビデビューマッチで9月19日のレスリングチャレンジのエピソードでボブ・ブラッドリーに勝った 。バトル・キャットはハウスショーでは負けなしになり、ポール・ダイヤモンドに10月30日にレスリングチャレンジのエピソードで破り、そして、ボリス・ズーコフに彼がWWFから外される前のプライムタイムで勝った 。ボブ・ブラッドリーはブラディ・ブーンに取って代わり、バトルキャットのキャラクターと大衆的なタレントの地位を上げ、テレビのシングル戦を含むデモリッションとバーズマン・ココ・ウェアのチームを失った。

### インディペンデントサーキットと全日本プロレス (1991年-1992年)
WWFを離れた後、ピータースは隙間をぬって短期間レスリングをした。 彼は1991年の6月9日に、Beach BrawlのUWFのペイパービューに出た。その時はJim Cooperと組んでザ・ブラックハーツ（アポカリプスとデビット・ヒース）に負けた。ファイヤー・キャットはフロリダベースサンコーストプロレスリングでジェリー・リンと組んでタッグ王座に勝つ 。のちにピータースはタイトルを失い、短期間全日本プロレスリングでファイヤー・キャットの名前でデビューした。1992年3月4日の事だ。彼はリチャード・スリンガーと組んで Lt. James Earl Wright と サージャント・バディ・リー・パーカーに負けた。

### WCW(1993年–1994年)
ピータースは1993年WCWと契約した。そしてサタディナイトで12月7日ブラディ・ブーン名義でデビューした。タッグマッチはスコット・スタッドと組んでプリティワンダフル（ポール・オンドーフとポール・ローマ）に負けた・1994年1月10日、エピソードサタディナイツでブーンはストーンコールド・スティーブ・オースチンに負けた 。ブーンは9月26日のWCW最終試合にブライアン・ピルマンに負けて以降、数か月間テレビマッチにすら出なかった。のちにレスラーを止めてレフェリーとして残った 。

### インデペンディントサーキット (1996年–1997年)
ブーンは1996年にNWAフロリダで引退を宣言した。彼はファイヤー・キャットの名前で1996年11月8日に試合をしてロブ・ヴァンダムに負けた。フロリダの Gainesvilleだった。彼の最後の試合記録は1997年11月7日にエイドリアン・ストリートに負けた。

## 死と遺産
1998年12月15日 WCWのオーランドテレビ撮りからフロリダのタンパの自宅に帰る途中の交通事故で死亡した。
多くのレスラーの中で小柄にもかかわらず、ピータースはロブ・バンダムを含む多くの競技者に影響を与えた ２人はフロリダのサンコーストレスリングで出会った.。ピータースはバンダムの初期のレスリングを助け、ジャイアント馬場を説き伏せて全日本のシリーズに参加させた  。最終的にバンダムは彼のレスリングにブーンを見た 。弔辞として、バンダムの動きはピータース自身の動きだった。

## 私生活
ピータースはロビンスダールハイスクールに1976年に入学し、未来のレスラーカート・へニング 、トム・ジンク 、リック・ルード ジョン・ノード そしてニキタ・コロフ ( 1977年)、バリー・ダウソー  (1978年).彼のおじさんもジョニー・ブーンというレスラーでWCWのレフェリーだった。 シェリー・エキシム‐ピーターソン（1991年12月に結婚）と結婚し、カーリー・マッケンナフ・エキシム‐ピータース ( 1992年12月生まれ) とジェシー・ダイアモンド・エキシム‐ピータースがいる。  (1991年5月生まれ)

## タイトル歴
- Pacific Northwest Wrestling
  - NWA Pacific Northwest タッグ王座 (2回) – ココ・サモア (1回) リッキー・サンタナ (1回)[17]
- Suncoast Pro Wrestling
  - SPW タッグ王座 (1 回) – ジェリー・リン[12]

## 参照
- en:List of premature professional wrestling deaths

## 書籍
- Bernstein, Ross. Grappling Glory: Celebrating A Century Of Minnesota Wrestling & Rassling. Minneapolis: Nodin Press, 2004. ISBN 1-932472-31-2ISBN 1-932472-31-2